# Surucuá-dourado
O surucuá-dourado (Trogon rufus) é uma espécie de surucuá que habita as Honduras e a região da Amazônia. Tais aves chegam a medir até 26 cm de comprimento, sendo que os machos possuem as partes superiores e o peito verde-cobre, pálpebras azul-claras, asas e cauda negras com estrias brancas, barriga amarela, enquanto as fêmeas são pardas, com a barriga amarelada. Também são conhecidas pelos nomes de pata-choca e perua-choca.

## Subespécies
São reconhecidas cinco subespécies:
- Trogon rufus rufus (Gmelin, 1788) - ocorre do Leste da Venezuela até as Guianas e no Norte do Brasil, na região do Rio Negro;
- Trogon rufus tenellus (Cabanis, 1862) - ocorre da região tropical do Sudeste de Honduras até o extremo Noroeste da Colômbia;
- Trogon rufus cupreicauda (Chapman, 1914) - ocorre da região tropical do Oeste da Colômbia e Oeste do Equador;
- Trogon rufus sulphureus (Spix, 1824) - ocorre no Leste da Colômbia, Leste do Equador, Nordeste do Peru, Sul da Venezuela e Oeste do Brasil
- Trogon rufus amazonicus (Todd, 1943) - ocorre no Sul da Venezuela e no Nordeste do Brasil;

O surucuá-dourado (Trogon chrysochloros), que ocorre na Mata Atlântica, era anteriormente considerado uma subespécie desta espécie.